# Jämtgaveln
Jämtgaveln är ett 3000 hektar stort naturreservat i Ånge kommun, norr om sjön Torringen. Området, som ligger precis vid gränsen mot Jämtland, fick sin status som naturreservat 1995 och är antaget både som Natura 2000-område och skyddsområde enligt fågeldirektivet.
Halva området är skogsmark, där föryngringen skett naturligt genom återkommande skogsbränder. Den senaste storbranden ägde rum 1894. Under 1990-talet genomfördes tre kontrollerade naturvårdsbränningar av hyggen i syfte att gynna föryngringen och vissa insekter.